# Sphaerostephanos semimetralis
Sphaerostephanos semimetralis är en kärrbräkenväxtart som beskrevs av Holtt. Sphaerostephanos semimetralis ingår i släktet Sphaerostephanos och familjen Thelypteridaceae. Inga underarter finns listade.